# 深圳市中心公园
深圳市中心公园是中華人民共和國廣東省深圳市福田区的一座公园。公园呈南北长条形分布，北接笔架山，南临滨河大道，南北长约2.5公里，东西最宽处约800米，占地123公顷。公园连接了由笔架山等构成的深圳城市生态廊道，是构成区域生态系统的组成部分。

## 概况
中心公园的前身是深圳的“800米宽绿化带”，沿着福田河布置，原种植有荔枝林等缺乏严密规划的植物。
1998年深圳市政府决定将其改造成市级中心公园。公园于1999年1月开工建设，同年10月1日正式开放，尔后陆续有小规模的改造和完善。建成后不久，朱镕基、李鹏等人参观并给予充分肯定。
公园被分成五大片区，由于步行系统不连贯，造成各片区相对独立。且莲花山花木园、田面村、福田新村用地镶嵌在中心公园用地中，破坏了公园的完整性。尽管中心公园地处黄金地段，但多年来游客稀少，利用率低。2008年4月，深圳市政府审议通过了《深圳中心公园总体规划》，计划对中心公园的进行改造，提高景观品质。中心公园第一期改造工程于2011年2月开工，2013年初完工。
如今的中心公园通过人行天桥、地下通道、或跨河人行景观桥连成一体，形成一个完整的游览系统，公园5大园区（深南园区、振华园区、红荔园区、福华园区和笋岗园区）相互连通，将整个公园融为一体，大大降低市民跨区游园的交通事故风险，方便了市民跨园区游览。
中心公园改造工程二期项目于2013年下半年启动，主要包括福华园区和红荔园区，预计2014年完工。

## 景观分区

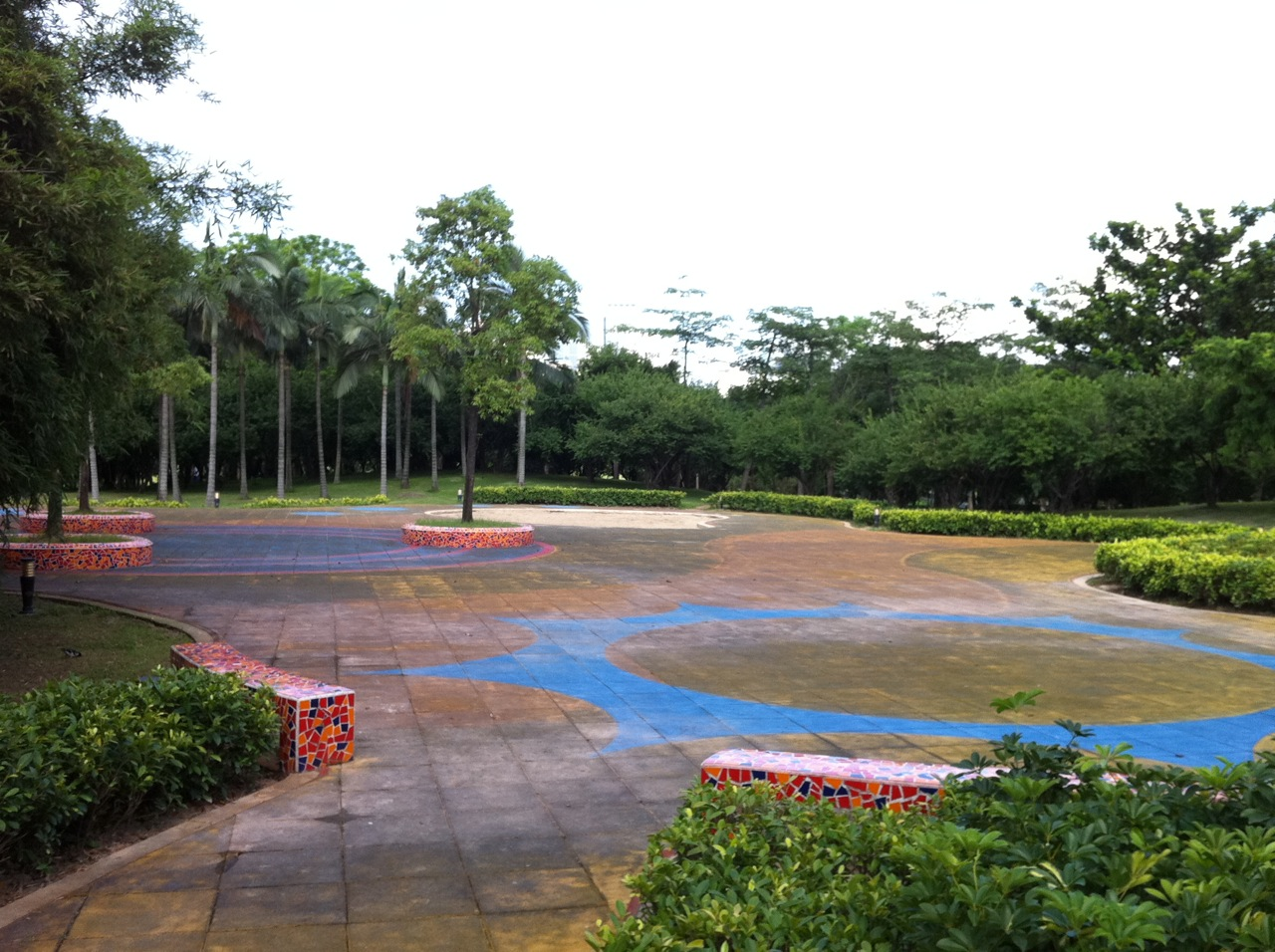
深圳中心公园D区广场一

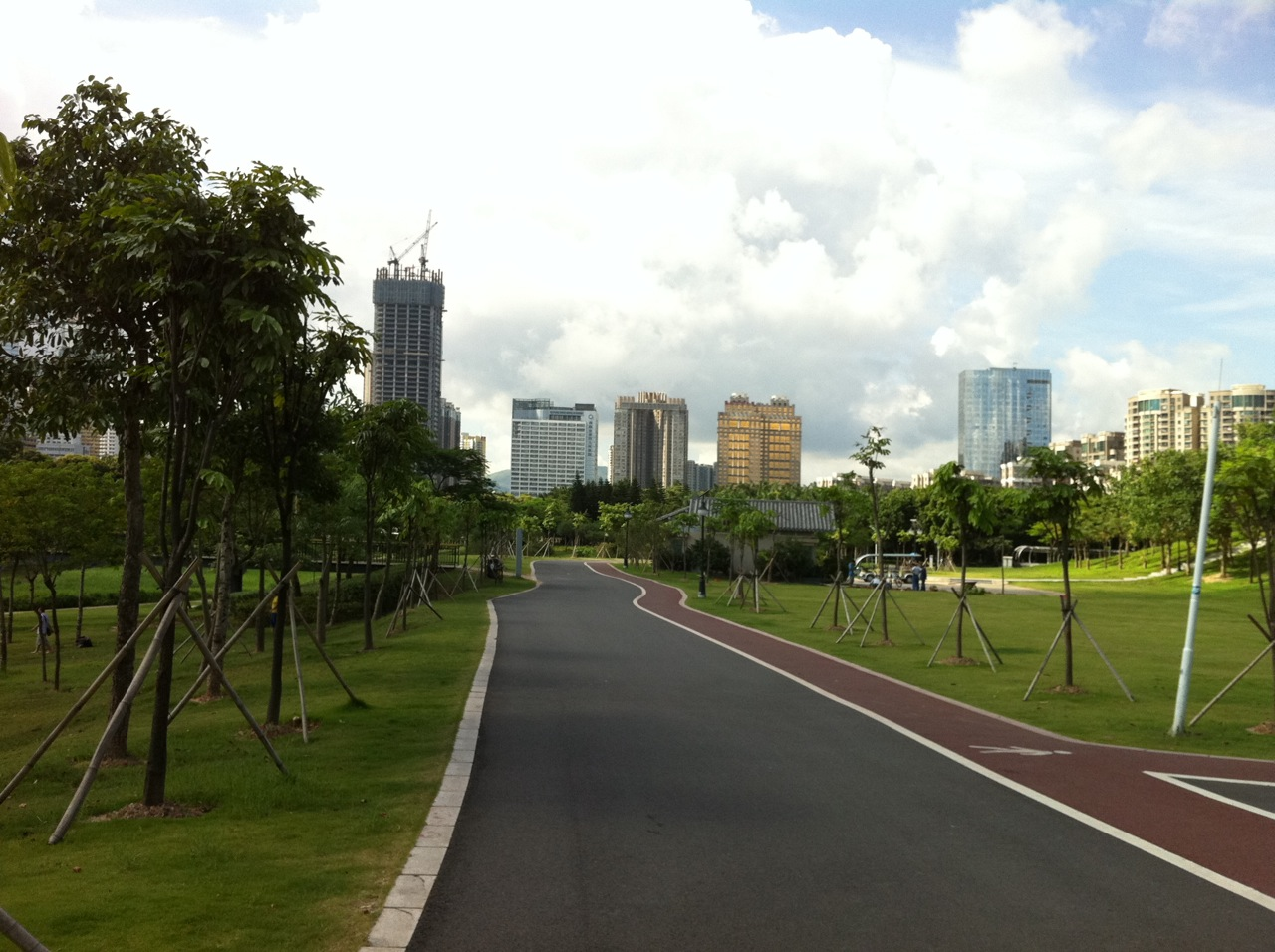
深圳中心公园C区人行道/绿道/园内机动车道一

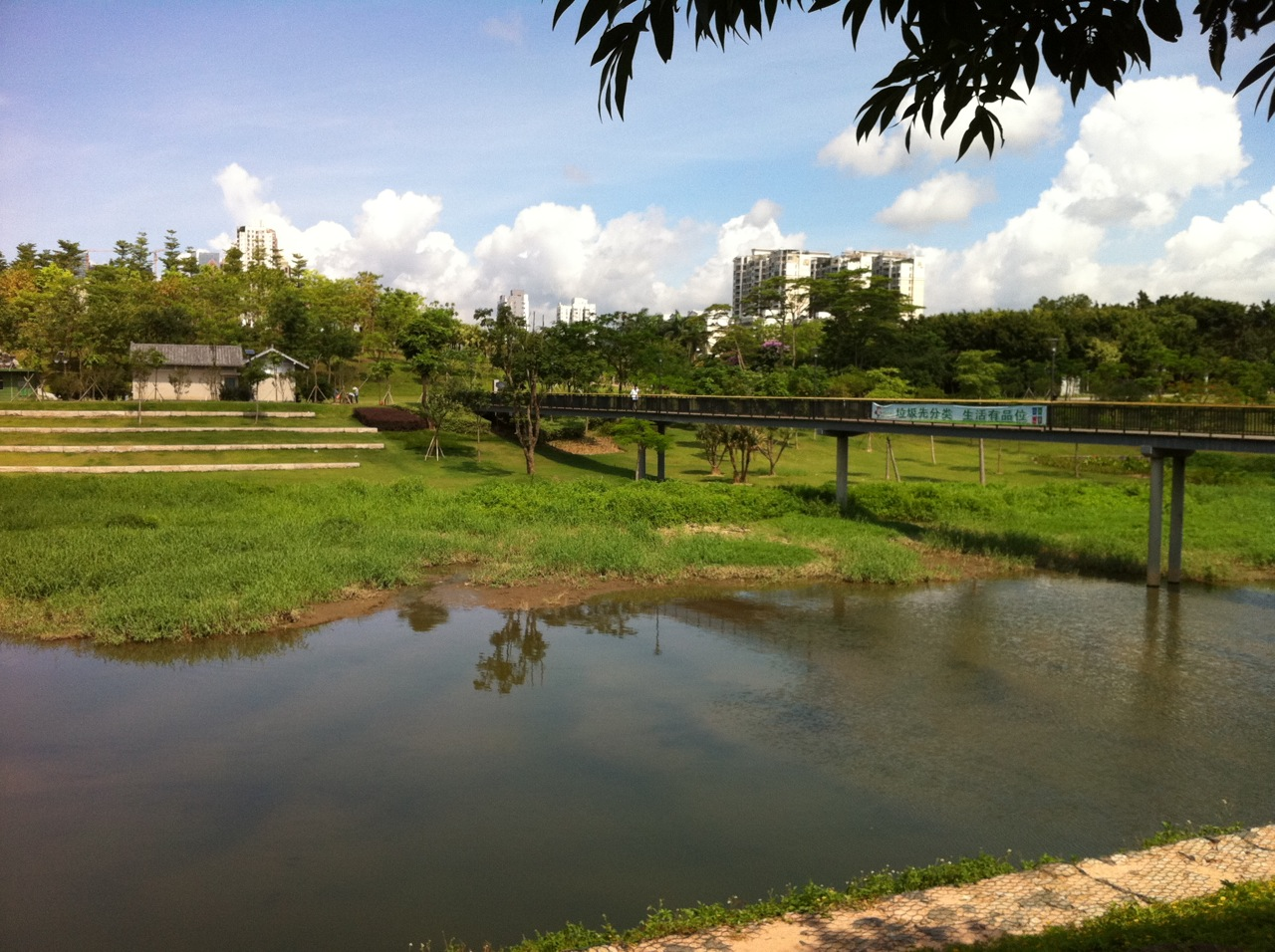
深圳中心公园D区跨河桥

### A区
A区位于中心公园最南侧，处于滨河大道、皇岗路、福华路、福田南路之间，接临福田新村。主要景观为人工湖、综合绿化、露天健身器材区，为垂钓、步行、或慢跑休闲首选。本區地底將於2018年起建造深圳地鐵福新停車場。

### B区
社区公园

### C区
C区通过深南-田面人行天桥与南面的B区接连，和北面的D区通过地下通道接通，处于深南大道、田面村、振兴路、华富路之间，主要景观为福田河（部分）、雕塑、综合绿化、雕塑、大家乐舞台、自行车绿道。
- 大家乐舞台

风雨舞台于2014年初落成，处于C区草坪南缘，主要为夜间广场舞使用。名字取自原位于深圳市青少年活动中心内，已拆卸的大家乐舞台。
- 雕塑：非典纪念碑

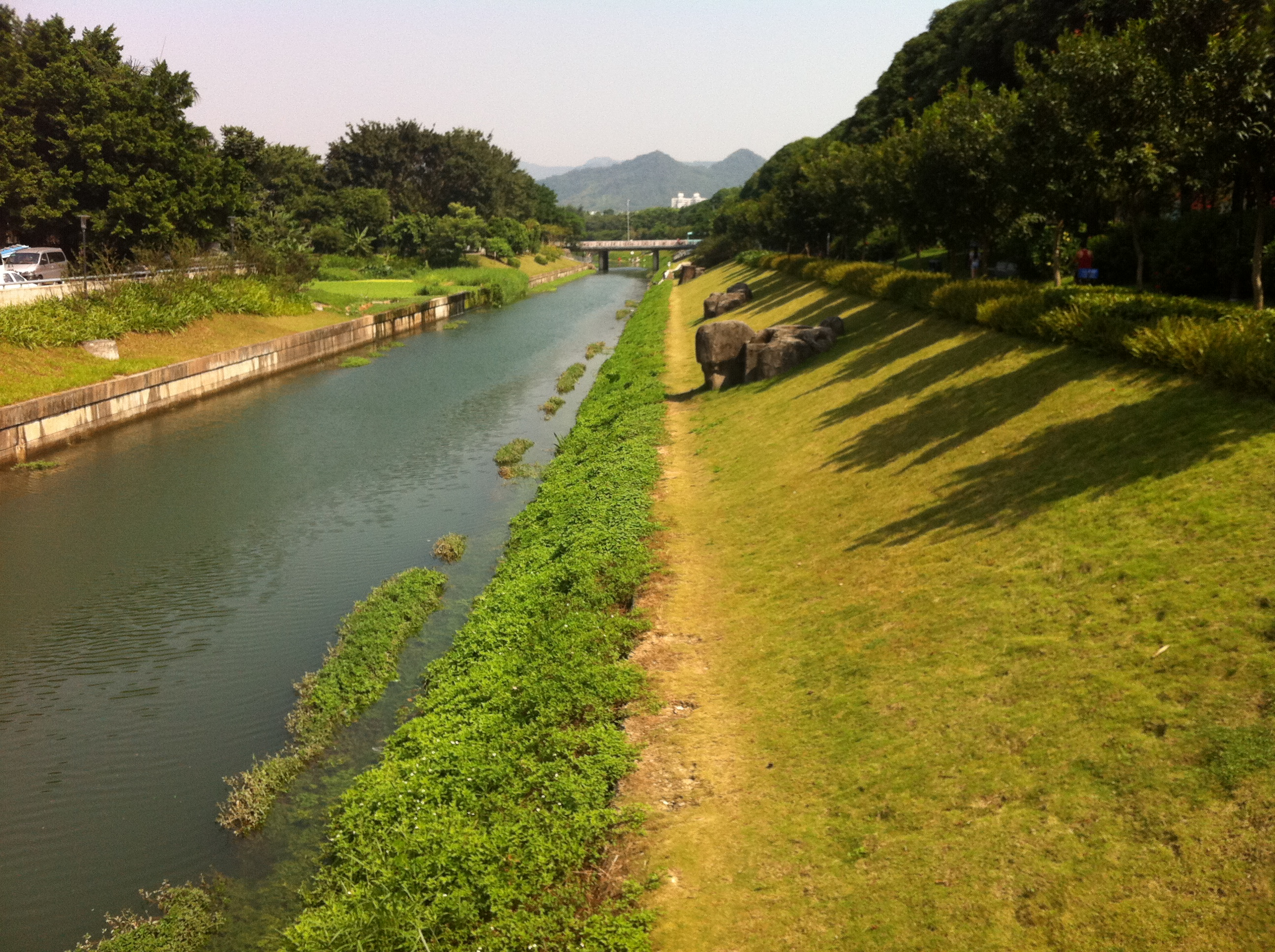
深圳福田河（深圳市中心公园C区区间）

因纪念2003年抗击SARS中牺牲的医护人员，非典纪念碑（又名：抗非典英雄群雕）在2014年4月于C区接临深南大道北侧这一端树立，面向福田区人民医院。
- 雕塑：力量

德国纽伦堡雕塑家马提亚斯·施里特（Mattias Schlitt）创作，树立于C区东南角（深南大道与华富路交汇处西北），面对华富路西侧。
- C区停车场

C区停车场位于该区域西南角，坐落在田面村南入口与深南大道夹角。

### D区
D区位于中心公园C区北面、E区南面，处在主要景观为福田河（部分）、深圳市中心公园综合球场、摆石桥、跨河桥、休闲广场、步行或慢跑道、自行车绿道。处于振华西路、皇岗路、红荔路、华富路之间。在D1區之下，設有地鐵中心公園停車場，是中國內地首座地下地鐵車廠。
- 深圳市中心公园综合球场

综合球场于2014年初投入使用，有篮球场2个、小型足球场1个、网球场2个、羽毛球练习场2个。D区唯一的机动车停车场紧邻综合球场南侧，出入口设在振华西路。

### E区
E区位于中心公园D区北面，经地下通道与笔架山相接，处于红荔路、皇岗路、笋岗路、华富路之间，紧接田面花卉世界东侧，东侧接连华富村和深圳电信黄木岗机楼。主要景观为福田河（部分）、人工湖2处、自行车绿道、步行道或慢跑道。
截至2013年底，E区的地下停车场虽建成但未投入使用。

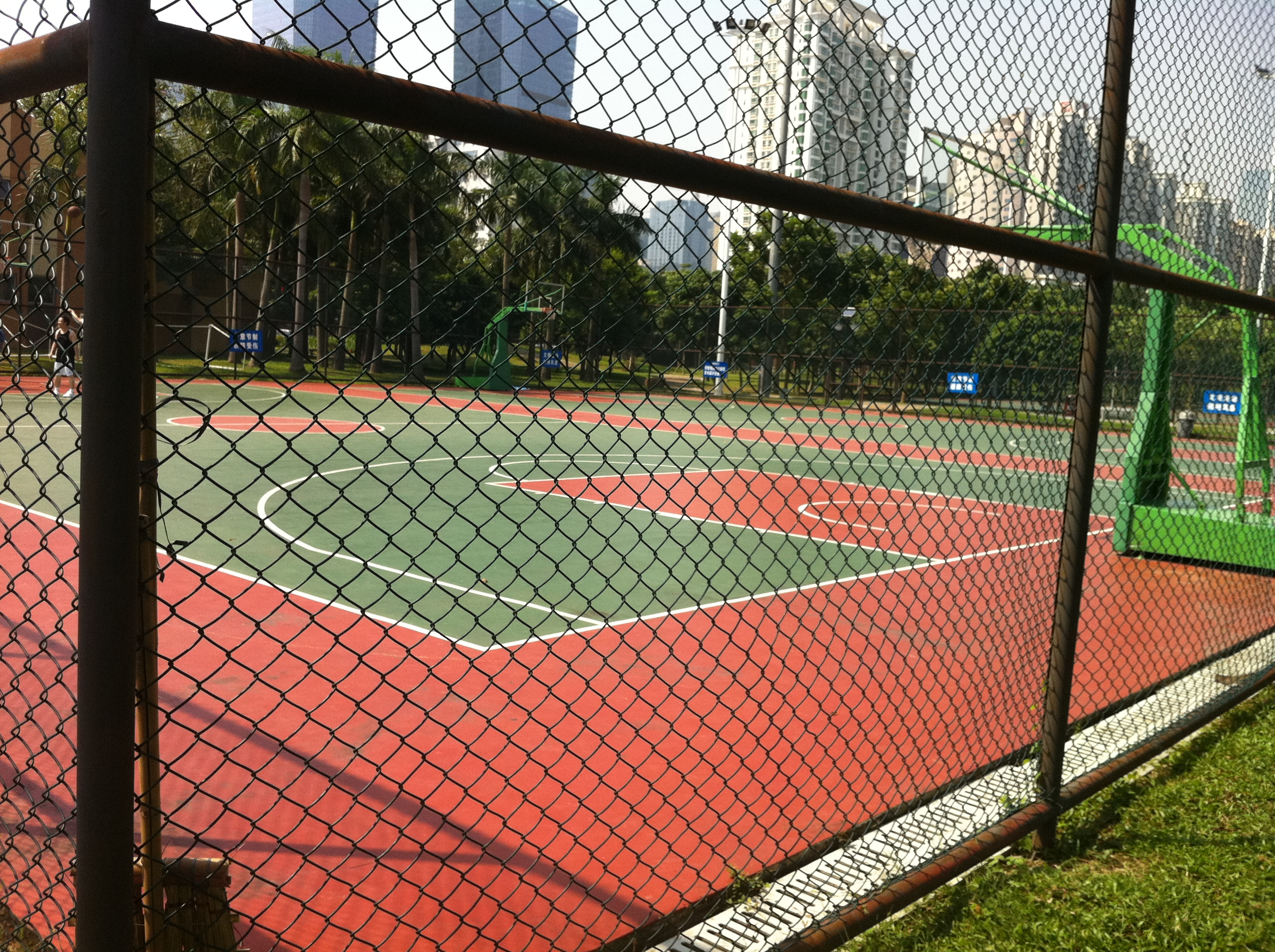
深圳中心公园D区篮球场
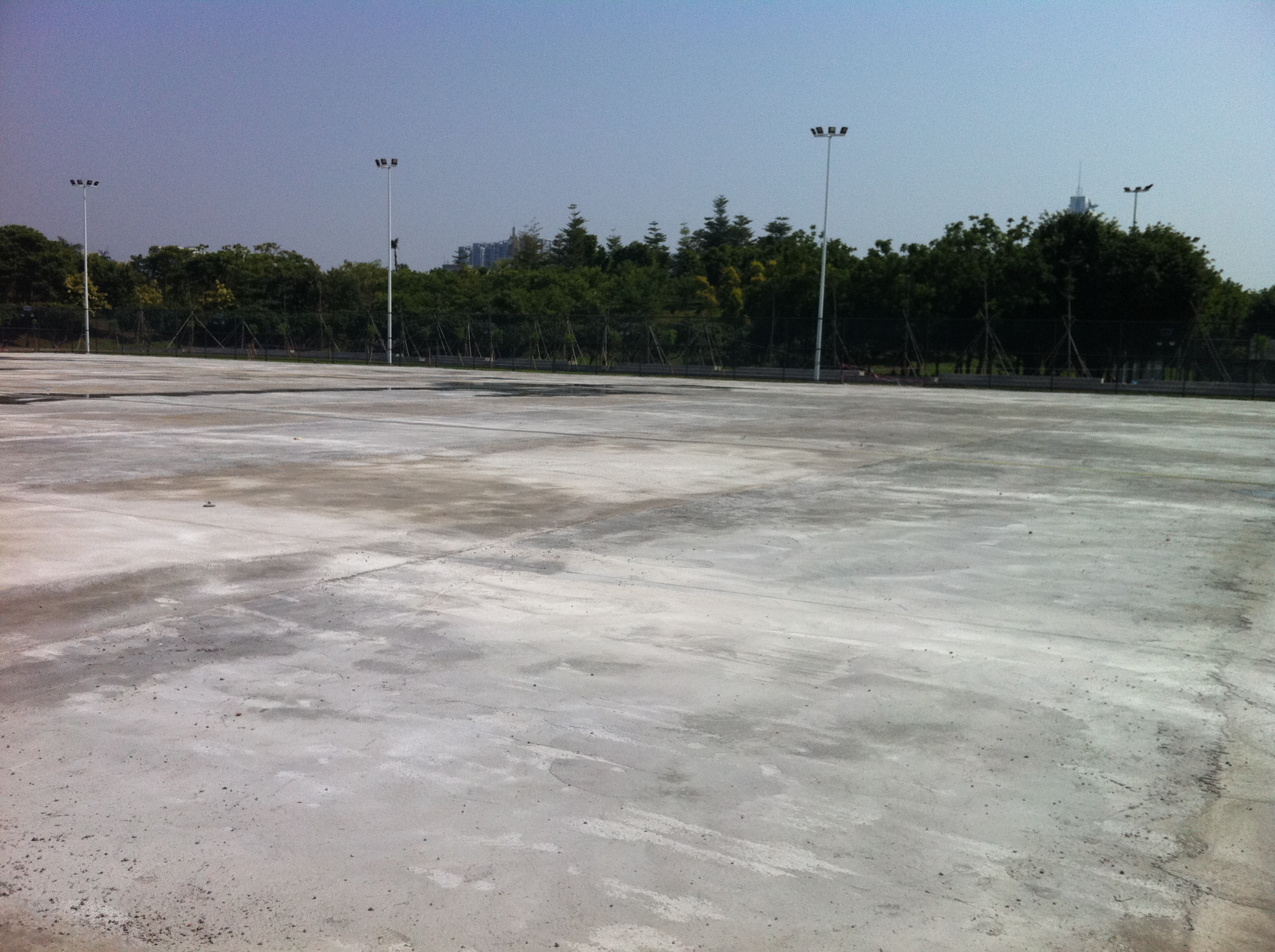
深圳中心公园D区足球场（2014年9月整建期间）
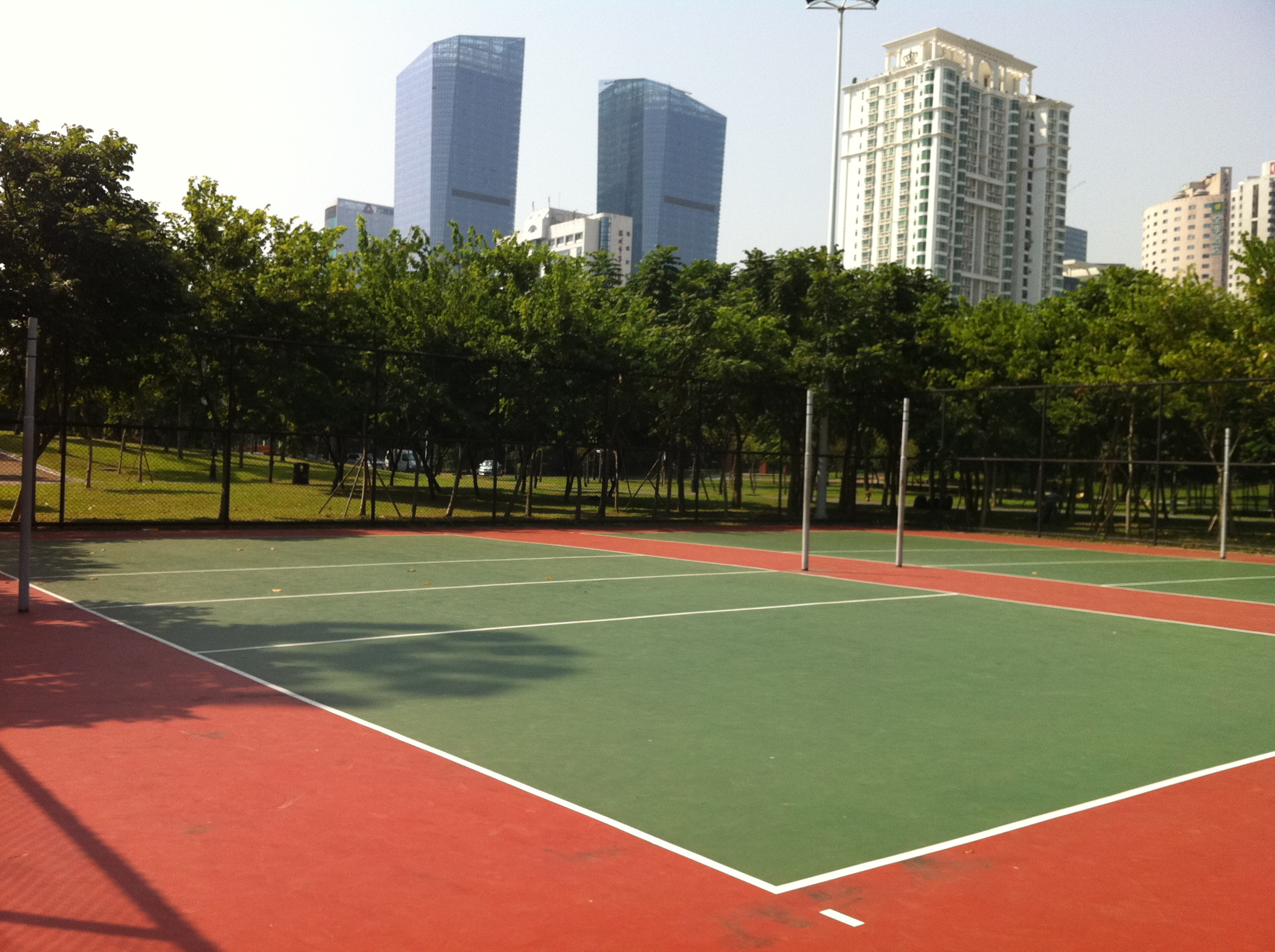
深圳中心公园D区羽毛球场